# Шорсола
Шорсо́ла (рос. Шорсола, марій. Шорсола) — село у складі Куженерського району Марій Ел, Росія. Адміністративний центр Шорсолинського сільського поселення.

## Населення
Населення — 397 осіб (2010; 387 у 2002).
Національний склад (станом на 2002 рік):
- марі — 99 %